# Andri Awraam
Andri Awraam (gr. Αντρη Αβραάμ, ur. 20 stycznia 1963) – cypryjska lekkoatletka.
Wzięła udział w Igrzyskach Olimpijskich 1988 w Seulu. W biegu na 3000 metrów zajęła 11. miejsce w biegu pierwszym rundy pierwszej. W biegu na 10 000 metrów została sklasyfikowana na 12. pozycji w biegu drugim rundy pierwszej. Cztery lata później wystartowała w Igrzyskach Olimpijskich w Barcelonie, gdzie biegła tylko na 10 000 m, kończąc bieg drugi rundy pierwszej na 19. lokacie.
Medalistka igrzysk małych państw Europy.